# Дом Куртене
Куртене́ (фр. Courtenay) — два рода французских феодалов, владевших замком Куртене в Гатине. Второй род — ветвь королевского дома Капетингов, просуществовавшая до XVIII века, но след в истории оставившая гораздо раньше, в период крестовых походов, когда несколько её представителей занимали Константинопольский престол и престол Иерусалимского королевства.

## Первый дом Куртене
Родоначальником рода был Атто де Куртене (Аттон I де Куртене), сеньор де Шато-Рено и де Куртене (умер после 1039), который возможно был внуком Рено «Старого» (937 — ?), правнуком Фромона I (914—951), который правил Сансом, предки которого пришли в эти места вместе с Карлом Великим. Он воспользовался войной за бургундское наследство, которая вспыхнула между королём Франции Робертом II Благочестивым и Отто Гильомом Бургундским, чтобы захватить ту землю, где построил замок Куртене. Соседний город Монтаржи обязан своим основанием первым Куртене. В XII веке одна из ветвей рода переселилась в Англию и унаследовала в 1293 году титул графа Девона. Название этой ветви со временем стало звучать как Кортни. В настоящее время этот род возглавляет Хью Кортни, 18-й граф Девон.

## Капетингский дом Куртене

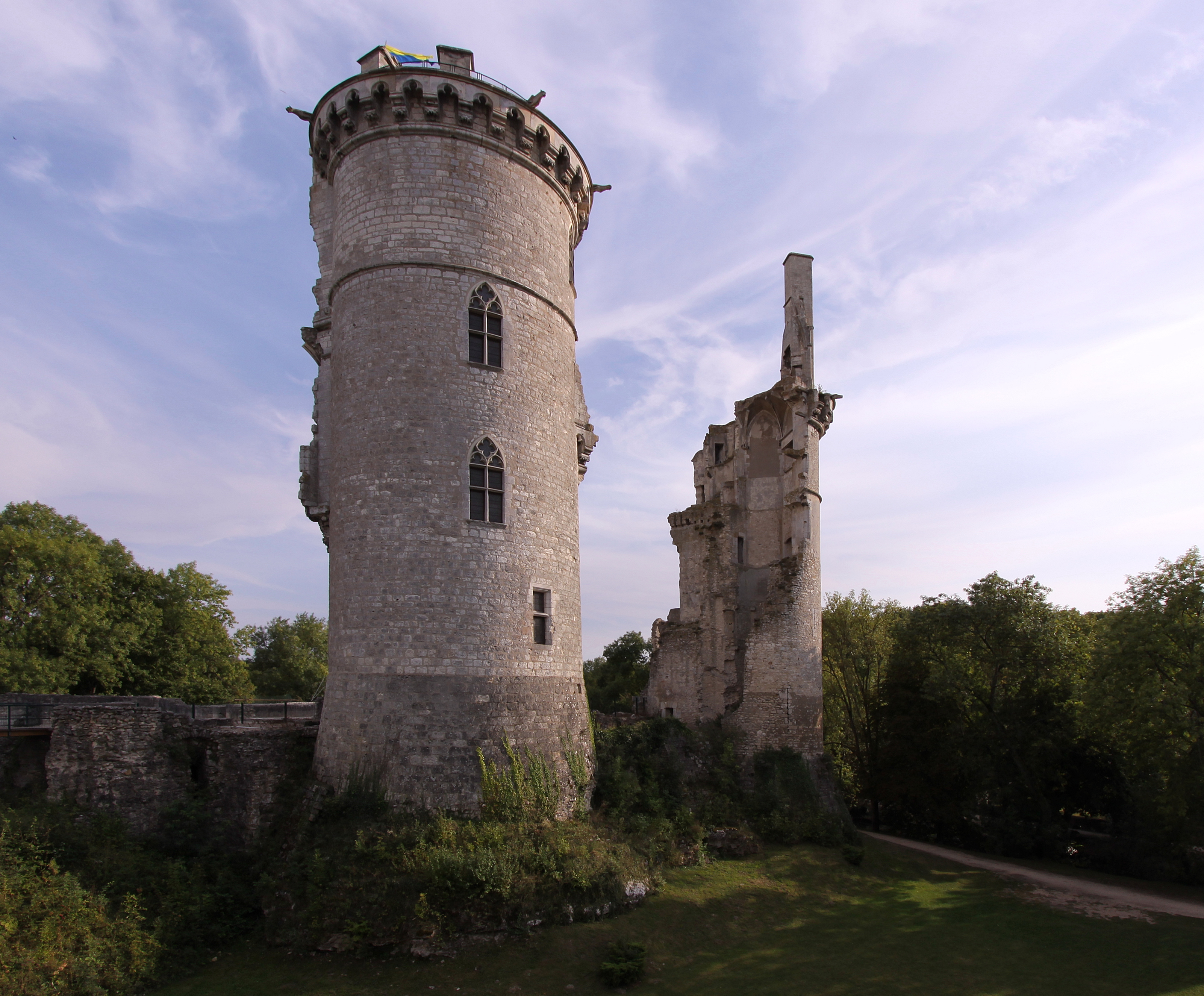
Руины одного из средневековых замков Куртене в области Берри

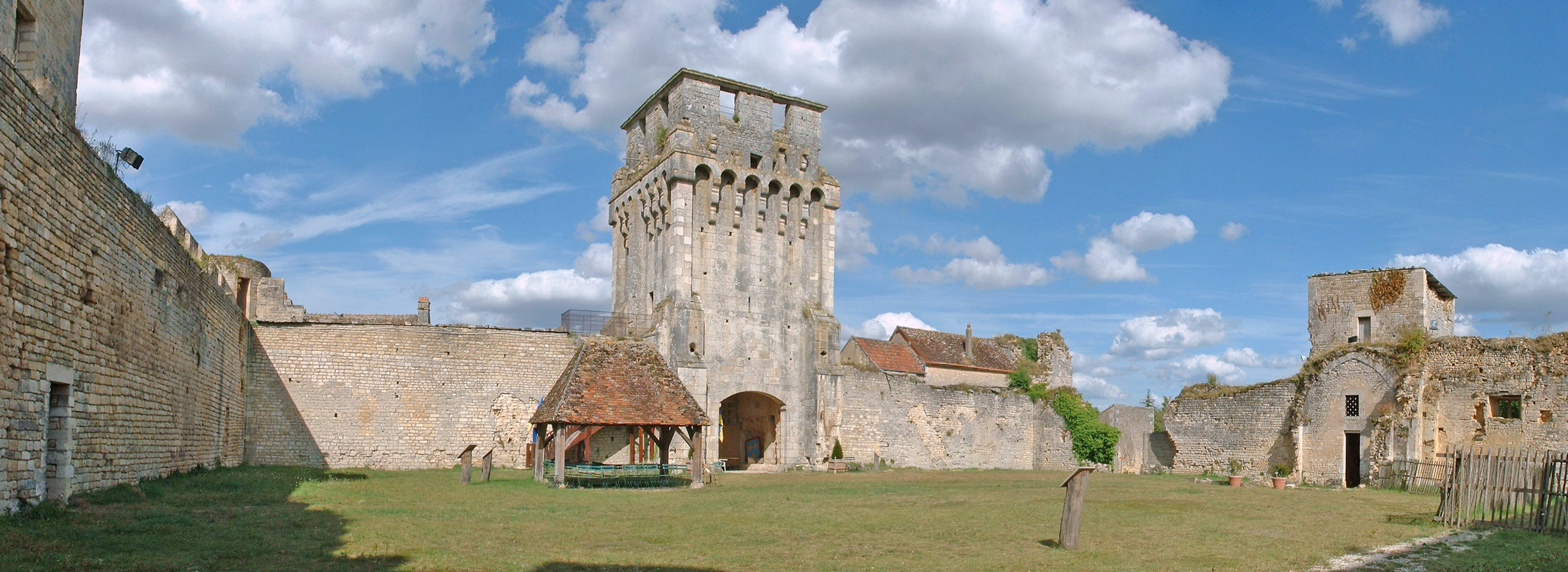
Руины одного из бургундских замков Пьера де Куртене

Ветвь королевской династии Капетингов. Родоначальником его был Пьер I де Куртене (1126—1183), шестой сын короля Франции Людовика VI Толстого, который женился на Елизавете, дочери Рено, сеньора де Куртене из первого дома, получив в качестве приданого сеньорию Куртене. 
От сыновей Пьера пошло несколько ветвей рода. Представители старшей были императорами Латинской империи. Внучка Балдуина II, единственная дочь его сына Филиппа, Екатерина де Куртене (1274—1307), в замужестве за Карлом Валуа, ещё носила титул византийской императрицы.
От младших сыновей рода пошли другие ветви. Их обширные имения были раздроблены между многочисленными представителями рода. Последний представитель рода Куртене по мужской линии умер в 1733 году, а после смерти 29 июня 1768 года Элен де Куртене род окончательно угас.

## Бодуэн де Куртене
После присоединения Польши ряды российских дворян пополнились родом Бодуэн де Куртенэ, который настаивал на происхождении от французских Куртене, хотя в настоящее время нет сведений, что документальные подтверждения этого родства были представлены общественности. К этому роду принадлежали:
- Бодуэн де Куртене, Иван Александрович
- Бодуэн де Куртене, Ромуальда Ромуальдовна.

И их дети:
- Бодуэн де Куртенэ, София Ивановна
- Бодуэн де Куртенэ, Цезария